# Dombaj-Ulgen
Dombaj-Ulgen (gruzínsky დომბაი-ულგენი, rusky Домбай-Ульген, karačajsky Доммай ёлген, 4046 m n. m.) je hora ve Velkém Kavkazu. Nachází se na státní hranici mezi Ruskem (republika Karačajsko-Čerkesko) a Gruzií (republika Abcházie). Jedná se o nejvyšší horu celé Abcházie.